# Сибирский научно-исследовательский и технологический институт переработки сельскохозяйственной продукции
Сибирский научно-исследовательский и технологический институт переработки сельскохозяйственной продукции Сибирского федерального научного центра агробиотехнологий Российской академии наук (СибНИТИП СФНЦА РАН) — российский научный институт, разрабатывающий безотходные ресурсосберегающие технологии. Основан в 1988 году. Расположен в Краснообске (Новосибирская область).

## История
Институт был создан в 1988 году на базе подразделений организаций СО ВАСХНИЛ, решавших задачи по переработке сельскохозяйственной продукции, и Сибирского отделения Всесоюзного научно-исследовательского и конструкторского института мясной промышленности Госагропрома СССР, располагавшегося в Новосибирске.
В 2000 году была создана аспирантура с очным и заочным обучением.

## Деятельность
Создание ресурсосберегающих технологий и разработка нормативной документации хранения, переработки и транспортировки животноводческой продукции, овощей, плодов, ягод и крупяных культур.
Изготовление экологически безопасной продукции для различных групп населения.
Создание проектно-конструкторской документации для средств малой механизации, цехов малых габаритов, оборудования.
Создание эффективных способов по контролю качества продуктов переработки и сельскохозяйственного сырья.

## Штат сотрудников
В 1989 году в институте работали 159 человек, из которых 45 человек являлись научными сотрудниками (в т. ч. со степенью кандидата наук — 24 человека).
В 1991 году число работников составило 175 человек (63 человека были научными работниками, из которых 28 — кандидаты наук).
В 2001 году в институте трудились 48 человек, из них 18 человек — научные сотрудники, в числе которых 10 кандидатов наук и 1 доктор наук.

## Руководители
- А. Я. Леонов (1988—1999) — кандидат технических наук.
- К. Я. Молотилов (с 1999 года) — доктор биологических наук[1].